# Val della Torre
Val della Torre és un comune (municipi) de la ciutat metropolitana de Torí, a la regió italiana del Piemont, situat a uns 25 quilòmetres al nord-oest de Torí, als Alps de Graies. A 1 de gener de 2019 la seva població era de 3.921 habitants.
Val della Torre limita amb els següents municipis: Buttigliera Alta, Caselette, Reano, Rivoli i Villarbasse.